# Ceratobranchial
Ceratobranchial – struktura anatomiczna wchodząca w skład aparatu skrzelowego.
Ceratobranchial u ryb chrzęstnoszkieletowych wraz ze strukturą zwaną epibranchial wchodzi w skład proksymalnego łuku skrzelowego. Buduje ją chrząstka. U bardziej zaawansowanych ewolucyjnie ryb, np. u należących do doskonałokostnych śledziowatych, struktura ta zbudowana jest z tkanki kostnej.